# Мазево-Влосцянське
Мазево-Влосцянське (пол. Mazewo Włościańskie) — село в Польщі, у гміні Насельськ Новодворського повіту Мазовецького воєводства.
Населення — 116 осіб (2011).
У 1975-1998 роках село належало до Цехановського воєводства.

## Демографія
Демографічна структура станом на 31 березня 2011 року:
|          | Загалом | Допрацездатний вік | Працездатний вік | Постпрацездатний вік |
| -------- | ------- | ------------------ | ---------------- | -------------------- |
| Чоловіки | 55      | 13                 | 36               | 6                    |
| Жінки    | 61      | 14                 | 34               | 13                   |
| Разом    | 116     | 27                 | 70               | 19                   |